# Originalismus
Originalismus (engl. originalism) ist eine juristische Lehrmeinung zur Auslegung von Normen. Der Begriff „Originalismus“ selbst ist im US-amerikanischen Verfassungsrecht der 1980er Jahre entstanden, obwohl die von den Originalisten vorgeschlagenen Methoden schon deutlich älter sind.

## Die originalistischen Methoden
Es existieren zwei Hauptströmungen des Originalismus, die sich durch jeweils andere Auslegungsmethoden definieren:
- Die historisch-teleologische Methode (engl. original intent). Nach dieser Methode bestimmt sich die maßgebende Bedeutung einer Norm nach dem Zweck, den ihre Schöpfer mit ihr verfolgten. Dieser kann z. B. Rechtsschriften der Vergangenheit oder parlamentarischen Beratungsprotokollen entnommen werden. Clarence Thomas, Richter am Obersten Gerichtshof der USA (Supreme Court), vertritt diese Haltung.
- Die grammatisch-historische Methode (engl. original meaning), die dem Textualismus nahesteht. Nach dieser Methode bestimmt sich die maßgebende Bedeutung einer Norm nach ihrem Wortlaut, und zwar nach derjenigen Bedeutung der Worte, die ihnen eine vernünftige Person während der Entstehungszeit der Norm zuschreiben würde. Antonin Scalia, ehemaliger Richter am Supreme Court, war der prominenteste Vertreter dieser Auffassung.

Beiden Spielarten des Originalismus ist gemein, dass geltungszeitliche Auslegungselemente, also zeitgenössische Auffassungen oder die moderne Bedeutung der Worte, nicht zu berücksichtigen sind. Wichtig ist, dass der Originalismus nur mit der Interpretation eines Gesetzes zu tun hat, jedoch nicht mit der Konstruktion. Erstere versucht die sprachliche Bedeutung zu erfassen: Was ist die kommunikative Botschaft des Gesetzes oder des Gesetzgebers? Was will der Gesetzgeber erreichen, wenn er z. B. die Geschwindigkeit auf Straßen auf 70 km/h beschränkt? Die Konstruktion erkennt hingegen, welche rechtlichen Folgen ein Gesetz auslöst – im selben Beispiel würde dies etwa bedeuten: „Buße von 200 € bei einer Überschreitung von 50 km/h“. Auch bei einer übereinstimmenden Interpretation muss daraus also nicht zwangsläufig dieselbe Konstruktion folgen.

## Argumente für den Originalismus
In erster Linie wollen die Originalisten verhindern, dass die Rechtsanwendenden – also die Richter – sich die Befugnisse des Gesetz- bzw. Verfassungsgebers anmaßen, indem sie der Norm eine andere oder weitere Bedeutung geben als ursprünglich beabsichtigt oder verstanden, und damit eigentlich die Substanz der Norm selbst ändern.
Nach Auffassung der Originalisten wird dadurch die demokratische Gewaltenteilung gewahrt, da es die Aufgabe des Gesetz- bzw. Verfassungsgebers und nicht der Judikative sei, veraltete Normen durch Änderungen im Text neuen Gegebenheiten anzupassen. Ihrer Auffassung nach wird damit auch Rechtssicherheit geschaffen und eine undemokratische ‚Diktatur der Richter‘ oder der ‚Elite‘ verhindert.
Es gibt auch weitere Gründe für den originalistischen Ansatz:
- In einer Demokratie können die Bürger ohne weiteres Einfluss darauf nehmen, ein Gesetz zu revidieren, um dessen Wortlaut oder dessen Zweck den heutigen Bedürfnissen anzupassen. Es ist deshalb unnötig, einem Gesetz eine neue, ‚moderne‘ Interpretation zu verpassen. So wird dem Willen des Gesetzgebers überhaupt Rechnung getragen.
- Der Originalismus liefert die einzige objektive Möglichkeit, ein Gesetz zu interpretieren – indem man den Willen des (damaligen) Gesetzgebers erforscht. Verzichtet man auf diese Vorgehensweise, ergeben sich viel größere Spielräume für die Richter, eine persönlich gefärbte, politische Interpretation zu erstellen.
- stare decisis – dem Gebot, bei gleichen Umständen im Sinne früherer Gerichtsurteile zu entscheiden – würde durch die Ablehnung des Originalismus die Grundlage entzogen.
- Wenn die Bedeutung eines Gesetzes sich durch verändernde gesellschaftliche Umstände verändern soll, warum sollte das Gericht dem Rechnung tragen – und nicht das Parlament, das direkt durch das Volk gewählt wird, und sich dadurch näher am Puls der Zeit befindet?
- Der Originalismus lässt nach wie vor zu, dass Richter zu unterschiedlichen Interpretationen gelangen. Das First Amendment von 1791 garantiert die Pressefreiheit. Darf die Pressefreiheit auch mit Neuentwicklungen wie Radiosendungen und Webseiten in Anspruch genommen werden, oder bezieht sich die Pressefreiheit lediglich auf gedruckte Werke? Die Unberechenbarkeiten, die durch den originalistischen Ansatz entstehen – schließlich ist der ursprüngliche Wille des Gesetzgebers nach so langer Zeit kaum mehr vollständig zu erforschen –, sind aber nach Ansicht der Originalisten immer noch geringer, als wenn ein Gesetz alle zwanzig oder dreißig Jahre durch eine ‚lebendige‘ Interpretation seinen Charakter wesentlich ändert.

## Argumente gegen den Originalismus
Die Gegner des Originalismus (im Allgemeinen aus dem in den USA als „linksliberal“ bezeichneten politischen Lager) sind dagegen der Meinung,
- dass ‚die‘ Meinung des ursprünglichen Normgebers gar nicht objektiv bestimmt werden könne,
- dass gerade statische und allgemein gehaltene Normen wie Verfassungen nach einer flexiblen Auslegung verlangten,
- dass die ‚tote Hand‘ des historischen Normgebers für die heutige Zeit nicht bestimmend sein dürfe,
- dass veränderte Bedeutungen von Worten und Sätzen, die heutzutage der Mehrheit der Bevölkerung geläufig sind und akzeptiert werden, den Wunsch der Bürger nach Änderungen der herrschenden Lehrmeinungen zum Ausdruck bringe. Die Verfassung stehe dann im Einklang mit den gegenwärtigen Auffassungen, was ein Element demokratischer Mitbestimmung darstelle, welches der Gesetzgeber ggf. widerrufen könne,
- dass der Originalismus ebenfalls ein Vertreter des richterlichen Aktivismus sei: Ein Grund dafür, dass der Gesetzestext nicht gänzlich die Intention der (sich äußernden) Befürworter eines Gesetzes oder die Meinung der Leute von anno dazumal widerspiegelt, könne sein, dass für weitergehende Regelungen keine Mehrheit im Parlament vorhanden war. Visionäre oder moderate Parlamentarier hätten der fraglichen Normsetzung ansonsten die Zustimmung verweigert, da sie es lieber sähen, dass einige Sachverhalte mit Hilfe abweichender Interpretationen, bzw. unter Berücksichtigung des Zeitgeists und des Fortschritts geregelt werden. Aufgrund dessen wird dem Originalismus vorgeworfen, der Meinung von Strömungen Kraft zu verleihen, die schon zum Zeitpunkt der Normsetzung die Minderheit des Parlaments widerspiegelten.

Als methodischer Gegenentwurf zum Originalismus gilt der Kontextualismus (contextualism), zuweilen als ‚lebendige Verfassung‘ (living constitution) apostrophiert, die nicht „wie ein Insekt im Bernstein“ in der Vergangenheit gefangen sei. Im Kontextualismus spielt die Absicht der Gründerväter eine Rolle, jedoch wird deren politische Weitsicht im Unterschied zum Originalismus angezweifelt. Kontextualisten relativieren die Bedeutung der Autoren der Verfassung und versuchen, ihre Reglementierungen in den historischen Kontext einzuordnen. So sollen ihre Absichten berücksichtigt, aber nicht in als hinderlich empfundener Art und Weise auf heutige Fälle angewendet werden. Vertreter dieser Auffassung sind unter anderem der als liberal geltende ehemalige Supreme-Court-Richter Stephen Breyer und die 2020 verstorbene Ruth Bader Ginsburg.

## Politische Bedeutung des Methodenstreits
Dieser Methodenstreit ist in den USA von großer politischer Bedeutung, vor allem vor dem Hintergrund der rund 200-jährigen Verfassung der Vereinigten Staaten, die nur sehr schwer geändert werden kann, sowie angesichts der sehr mächtigen Rolle des Supreme Court als Verfassungsgericht.
In der US-amerikanischen Verfassungsgeschichte, vor allem im 20. Jahrhundert, wurden die wesentlichen verfassungsrechtlichen Umwälzungen durch eine sehr extensive Auslegung der Verfassung seitens des Supreme Court herbeigeführt, namentlich im Bereich der Bürgerrechte und der Zentralisierung durch Ausweitung der Kompetenzen des Bundes. Eine konsequente Hinwendung des Obersten Gerichtshofes zum Originalismus bei gleichzeitiger Aufgabe des Grundsatzes stare decisis hätte somit in extremis zur Folge, dass die von der Verfassung geschützten – und im heutigen Umfang weitgehend als geltendes Recht akzeptierten – Grundrechte auf den Stand des 19. oder 18. Jahrhunderts zurückfallen würden, und dass weite Teile des Bundesrechts als kompetenzwidrig aufzuheben wären.

## Vergleichbare Lehrmeinungen außerhalb der USA
Eine Parallele zur Methode des Originalismus findet sich in der ständigen Judikatur des österreichischen Verfassungsgerichtshofes in Gestalt der „Versteinerungstheorie“ (auch: „Versteinerungsprinzip“). Im Öffentlichen Recht, insbesondere im Verfassungsrecht, gilt demnach eine besondere Art der historischen Interpretation, welche die Bedeutung eines Begriffes, die dieser im Zeitpunkt des Inkrafttretens der Verfassungsbestimmung nach dem Stand und der Systematik der damals geltenden (verfassungs- oder einfachgesetzlichen) Rechtslage hatte, hervorhebt. Sie bezieht sich in der Regel auf einen konkreten Versteinerungszeitpunkt, nämlich den 1. Oktober 1925 (dem Tag des Inkrafttretens einschlägiger Artikel der Verfassungsnovelle von 1925). Die Versteinerungstheorie wird vor allem bei der Auslegung der Kompetenzartikel, der organisationsrechtlichen Regeln und der Grundrechte angewandt.